# Качалино
Кача́лино — посёлок при железнодорожной станции Качалино в Иловлинском районе Волгоградской области, административный центр Качалинского сельского поселения. В населённом пункте находится элеватор и комбикормовый завод.

## История
Основан в конце XIX века при станции Качалино Грязе-Царицынской железной дороги, названной по близлежащей станице Качалинской.
Впервые обозначен на карте Области Войска Донского 1893 года.

## Физико-географическая характеристика
Посёлок расположен в пределах Приволжской возвышенности, в 1 км от Быстрого протока, образованного рекой Дон. Высота местности над уровнем моря — 69 метров. Общий уклон местности с юго-востока на северо-запад к долине Дона. Посёлок разделён на две части железной дорогой. Большая часть населённого пункта расположена к западу от железной дороги.
По автомобильной дороге расстояние до столицы Волгоградской области города Волгограда (до центра города) составляет 65 км, до районного центра рабочего посёлка Иловля — 37 км. Ближайший населённый пункт станица Качалинская расположен к юго-востоку от Качалино. К посёлку имеется 4-км подъезд от федеральной автодороги "Каспий".
Климат континентальный, засушливый, с жарким летом и относительно холодной зимой (согласно классификации климатов Кёппена — влажный континентальный (индекс Dfa)). Среднегодовая температура воздуха — 7,9 °C, количество осадков — 391 мм. Наименьшее количество осадков выпадает в марте (норма осадков — 23 мм). Наибольшее количество — в июне (42 мм).

## Население
| 2002 |
| ---- |
| 2265 |

| 2010 |
| ---- |
| 2304 |